# Jean de Murol
Jean de Murol, dit le cardinal de Murol, né vers 1340 à Estaing (?), dans le diocèse de Clermont et mort à Avignon le 10 février 1399, est un pseudo-cardinal français du XIVe siècle créé par l'antipape d'Avignon Clément VII.

## Biographie
Jean, né vers 1340, est le fils de Jean de Murol, seigneur en Auvergne, et d'Adélaïde de Rochebriand. Enfant, Murol étudie avec Robert de Genève, le futur antipape Clément VII, à la maison de Guy de Boulogne, l'oncle de Robert à la cour d'Avignon.
En 1358, Mathilde dite « Mahaut d'Auvergne », fille de Robert VII, comte d'Auvergne et comte de Boulogne (1314-1325), et femme du comte de Genève Amédée III réclame pour lui au pape Innocent VI « un canonicat et une prébende à Genève ».
Il est chanoine de Rouen et Paris, archidiacre de Cambrai et vicaire général et secrétaire de l'évêque Robert de Genève, notamment à Thérouanne et Cambrai. En 1377, de Murol est nommé évêque de Genève, prenant le nom de Jean Ier.
Il s'oppose au pape Urbain VI, qui l'excommunie. De Murol joint l'obédience de l'antipape Clément VII, qui venait de le nommer « cardinal-prêtre du titre de Saint-Vital », et est transféré au diocèse de Saint-Paul-Trois-Châteaux en 1385.
L'antipape Clément VII le crée cardinal lors du consistoire du 12 juillet 1385.
Le cardinal de Murol participe au conclave de 1394 lors duquel l'antipape Benoît XIII est élu. Le cardinal abandonne l'antipape en 1398, mais retourne peu après.